# Куямекалькский миштекский язык
Куямекалькский миштекский язык (Cuicatlán Mixtec, Cuyamecalco Mixtec, Mixteco de Cañada central, Mixteco de Cuyamecalco) — миштекский язык, на котором говорят в городах Куямекалько, Сан-Мигель-Санта-Флор, Санта-Ана-Куаутемок округа Куйкатлан штата Оахака в Мексике. Игленд и Вартоломей нашли связь между куаутемокским и коацоспанским диалектами, который в любом случае близок к куямекалькскому диалекту миштекского языка.